# Іванівка (Октябрський район, Волгоградська область)
Іванівка (рос. Ивановка) — село у Октябрському районі Волгоградської області Російської Федерації.
Населення становить 493  особи. Входить до складу муніципального утворення Івановське сільське поселення.

## Історія
Село розташоване у межах українського історичного та культурного регіону Жовтий Клин.
Згідно із законом від 15 грудня 2004 року № 968-ОД  органом місцевого самоврядування є Івановське сільське поселення.

## Населення
| 2010 | 2012 | 2013 | 2014 | 2015 | 2016 | 2017 |
| ---- | ---- | ---- | ---- | ---- | ---- | ---- |
| 511  | ↘504 | ↘502 | ↗503 | ↗508 | ↘501 | ↘493 |